# Bekkersdal
Bekkersdal este un township în partea de NE a Africii de Sud, în Provincia Gauteng.